# Alleinprägung Johann Wilhelms von Sachsen (1567–1572)

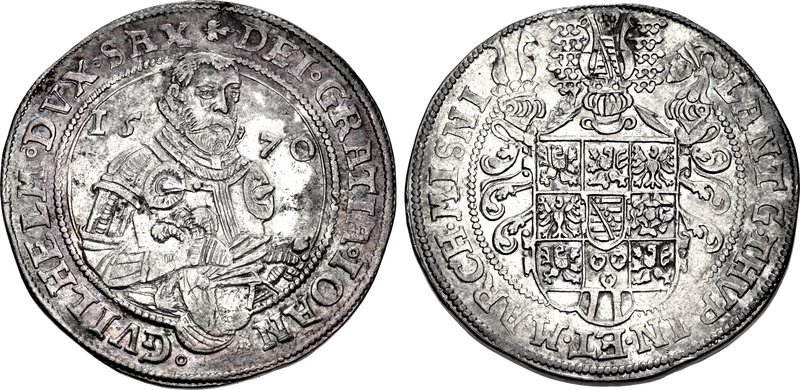
Alleinprägung Johann Wilhelms von Sachsen (1567–1572), Taler von 1570 (Silber; Durchmesser 41 mm; 28,52 g)

Die Alleinprägung Johann Wilhelms von Sachsen (1567–1572) war eine Folge der völlig verfehlten Aktivitäten seines älteren Bruders Johann Friedrichs II. des Mittleren, der sich mit dem Verlust der Kurwürde nicht abfinden konnte und vom Kaiser Maximilian II. am 12. Dezember 1566 geächtet wurde. Die allein geprägten Talermünzen Johann Wilhelms sind die letzten Gepräge des sächsisch-ernestinischen Gesamthauses.

## Geschichte und Münzgeschichte

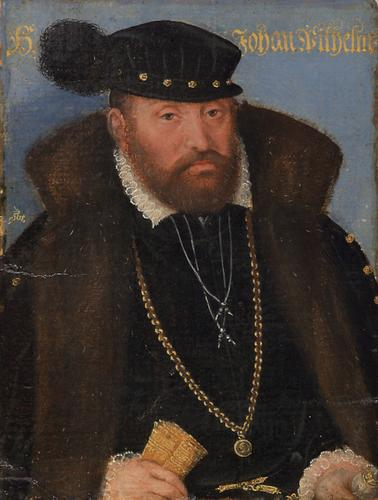
Johann Wilhelm war letzter Herzog des sächsisch-ernestinischen Gesamthauses und erster Herzog von Sachsen-Weimar

Als der jüngste Bruder Johann Friedrichs II. von Sachsen, Johann Friedrich III., 1565 gestorben war, stimmte Johann Friedrich einer Landesteilung nicht zu. Es war der Wunsch seines im Jahr 1554 verstorbenen Vaters Johann Friedrich des Großmütigen, das Land nicht zu teilen, sondern gemeinsam zu regieren. Statt einer Landesteilung kam es Anfang 1566 zum sogenannten Mutschierungsvertrag. Nach diesem Vertrag wurde das Herzogtum zwar in einen weimarischen Teil, den Johann Friedrich II. verwaltete, und in einen Coburger Teil, den Johann Wilhelm verwaltete, unterteilt, aber nicht geteilt. Das kommt auch in den gemeinsamen Münzprägungen mit den beiden Münzbildern zum Ausdruck. Siehe dazu den Taler von 1566 mit den beiden Herzögen. Ihre Gebiete sollten nach drei Jahren gewechselt werden, wozu es allerdings nicht mehr kam.
Johann Friedrichs fortwährende Aktivitäten zur Wiedererlangung der Kurwürde führten am 12. Dezember 1566 zu seiner Ächtung. Den Vollzug der Reichsacht über den Herzog war Kurfürst August von Sachsen (1553–1586) als Obersächsischem Kreisobristen und als Meistbetroffenen vom Kaiser übertragen worden. Johann Wilhelm, der davon ausgehen konnte, dass sein älterer Bruder Johann Friedrich den Kampf für die Zurückgewinnung des verlorenen Kurlandes und Wiedererlangung der Kurwürde nicht gewinnen kann, war bereit, die Exekutionstruppen zu unterstützen. Daraufhin erhielt er bereits am 8. Januar 1567 vom Kaiser die Landesteile seines Bruders mit Ausnahme von Gotha zugesprochen. Er hatte sich dazu in einem Assecurationsschreiben zu verpflichten, die Exekutionskosten der vier beauftragten Reichskreise zu tragen.
Nach der Vereinigung der beiden Landesteile setzte Johann Wilhelm die Münzprägung nun als Alleinprägung fort. Der Saalfelder Münzmeister Gregor Einkorn musste ab der Gefangennahme Johann Friedrichs des Mittleren wegen seiner Prägungen auf dem Grimmenstein seine Laufbahn als Münzmeister beenden. Während der Belagerung hatte Johann Friedrich seinen Münzmeister dazu veranlasst, die Münzen widerrechtlich mit dem Symbol des Kurfürstentums, den Kurschwertern, zu prägen und seinen Titel mit „geborener Kurfürst“ zu erweitern, was er als sein Untergebener auch tat. Für die Alleinprägungen Johann Wilhelms musste deshalb zwingend ein neuer Münzmeister gefunden werden. Johann Friedrich blieb nach seiner Gefangennahme bis zu seinem Lebensende in kaiserlicher Haft.
Als neuer Münzmeister für Johann Wilhelms Alleinprägungen wurde kurzfristig Anton Coburger verpflichtet, der in Saalfeld von 1568 bis 1571 wirkte. Als Münzmeisterzeichen führte er ein Weinblatt. Im Jahr 1571 wurde Saalfeld zur Kreismünzstätte erhoben. Gleichzeitig wurde Hans Gruber neuer Münzmeister in Saalfeld. Sein Münzmeisterzeichen ist der Zainhaken.
Geprägt wurden die Talermünzen Doppeltaler, Taler, Halbtaler und Vierteltaler (Ortstaler).
Die erstmalige Landesteilung des sächsisch-ernestinischen Gesamthauses erfolgte nach dem Landesteilungsvertrag am 6. November 1572 in Erfurt. Es entstanden die Linien Alt-Weimar und Coburg-Eisenach. Die Prägungen Johann Wilhelms in den Jahren 1567–1572 sind demzufolge noch Münzen des Herzogtums Sachsen. Die noch immer anzutreffende Einordnung der Münzen unter Alt-Weimar ist falsch. Erst nach dem Erfurter Vertrag ab dem Jahr 1573 ist Alt-Weimar bzw. Coburg-Eisenach zutreffend.

## Münzbeschreibung
Die oben abgebildete Alleinprägung Johann Wilhelms von Sachsen war einer der letzten Taler des sächsisch-ernestinischen Gesamthauses. Der Taler stammt aus der Münzstätte Saalfeld und wurde mit dem Münzmeisterzeichen Weinblatt des Münzmeisters Anton Coburger geprägt. Die Ausprägung erfolgte nach dem kursächsischen Münzfuß der Albertiner.
Da der sächsische Kurfürst August am 8. April 1571 den Beitritt zur Reichsmünzordnung vollzog, trat auch das ernestinische Sachsen unter Johann Wilhelm der Reichsmünzordnung bei. Die neuen Reichstaler ließ er ab 1571 zusätzlich mit MONE(ta) IMPE(rialis) [Reichsmünze] in der Umschrift kennzeichnen.

### Vorderseite
Die Vorderseite des Talers zeigt das geharnischte Hüftbild Johann Wilhelms, den Helm mit Federbusch vor sich haltend. Mit der linken Hand umfasst er den Schwertgriff. Die Jahreszahl 15 – 70 im Feld ist geteilt aufgeprägt. Oben zwischen der Umschrift befindet sich das Münzmeisterzeichen Weinblatt.
- Umschrift: DEI • GRATIA • JO(h)AN(nes) • GVILHELM(us) • DVX • SAX(oniae)
- Übersetzung: Von Gottes Gnaden Johann Wilhelm Herzog von Sachsen – Fortsetzung auf der Rückseite

### Rückseite
Die Rückseite zeigt das dreifach behelmte herzoglich-sächsische Gesamtwappen mit 12 Feldern samt Mittelschild des ernestinischen Gesamthauses. Die zwei Leerfelder sind Regalien (Hoheitsrechte). Die drei Helme über dem Wappenschild stehen für das Herzogtum Sachsen (mittig), die Landgrafschaft Thüringen (links) und die Markgrafschaft Meißen (rechts).
- Umschrift: LANTG(ravius) • THVRIN(giae) • ET • MARCH(io) • MISN(ens)I(s)
- Übersetzung: Landgraf von Thüringen und Markgraf von Meißen.